# 전주삼천초등학교
전주삼천초등학교는 대한민국 전북특별자치도 전주시 완산구 삼천동1가에 있는 초등학교다.

## 학교 연혁
- 1988.08.01 전주삼천국민학교 개교(29학급)
- 1992.09.01 전주삼천남국민학교 분리(46학급)
- 1996.03.01 전주삼천초등학교로 개명
- 1997.03.01 병설유치원 개원
- 2022.12.30 제34회 졸업 69명(누계6,063명)
- 2023.03.01 제15대 전영숙 교장 부임
- 2023.12.29 제35회 졸업 64명(누계6,127명)
- 2024.03.01 18학급 편성(특수 1학급 포함), 병설유치원 1학급 편성